# Good Morning Spider
A Good Morning Spider a Sparklehorse második stúdióalbuma, mely 1998-ban jelent meg.

## Történet
1996-ban a Sparklehorse első, Radioheaddel közös turnéja idején Linkous a hotelszobájában különböző drogok hatására eszméletét vesztette, lábai saját maga alá szorultak, és ebben a helyzetben maradt tizennégy órán át, ezért majdnem elvesztette lábait. Amikor megpróbálták kiegyenesíteni lábait, szívinfarktust kapott, és újra kellett éleszteni. A St. Mary kórházba szállították, ahol több műtétet követően három hónapig ápolták. Miután elhagyta a kórházat, fél évig kerekesszékbe kényszerült, de ez nem akadályozta meg abban, hogy koncerteket adjon.
Kritikusok szerint az album komor hangulata a fenti esetnek köszönhető, habár Linkous elmondta, hogy a dalok többsége már jóval előtte elkészült, ez alól kivétel a St. Mary című szám, melyet a kórház személyzetének írt.
Egy 2001-es interjúban Linkous elmondta, hogy nem emlékszik, hogy az 1996-os eset szándékos volt, vagy baleset. Öt évvel később viszont állította, hogy mindössze „ostoba baleset volt”. Testvére 2010-ben elmondta, hogy szerinte Linkous ez időben álmatlansággal küzdött, ez is vezethetett a túladagoláshoz; valamint családtagjai szerint már meglévő depressziója csak súlyosbodott az eset után.
Az album azért kapta ezt a címet, mert Linkous-t egy régi szivattyú hangja a hálóját szövő pókra emlékeztette; illetve egy babona szerint ha valaki reggel pókot lát, annak szomorú napja lesz.

## Felvétel
Az album Linkous saját stúdiójában került felvételre. Az album jellegzetes hangzása a felhasznált hibás, vagy kidobott felszereléseknek köszönhető.
2001-ben Linkous védelmébe vette dalai egyedi stílusát: „A (Sparklehorse) számai egyáltalán nem furcsák. (…) Sokan, főként Amerikában furcsának tartják. De nekem nem tűnik furcsának. A Blink-182 viszont igen.”
Eredetileg Vic Chesnutt is hallható lett volna az albumon, de nem tudott megjelenni a felvételeken, ezért Linkous az üzenetrögzítőn hagyott üzenetének hangját használta fel.

## Számlista
Az összes dal szerzője Mark Linkous, kivéve, ahol a szerzők külön jelezve vannak. 
| 1.    | Pig                                    |                                                  | 2:22 |
| 2.    | Painbirds                              |                                                  | 3:50 |
| 3.    | Saint Mary                             |                                                  | 3:59 |
| 4.    | Good Morning Spider                    | Mark Linkous, Scott Minor, Sofia Mitchalitsianos | 1:09 |
| 5.    | Sick of Goodbyes                       | Mark Linkous, Scott Lowery                       | 3:32 |
| 6.    | Box of Stars (I.)                      |                                                  | 0:33 |
| 7.    | Sunshine                               |                                                  | 4:59 |
| 8.    | Chaos of the Galaxy / Happy Man        |                                                  | 4:31 |
| 9.    | Hey, Joe (Daniel Johnston feldolgozás) | Daniel Johnston                                  | 3:04 |
| 10.   | Come on In                             |                                                  | 3:43 |
| 11.   | Maria's Little Elbows                  |                                                  | 4:16 |
| 12.   | Cruel Sun                              |                                                  | 2:25 |
| 13.   | All Night Home                         |                                                  | 3:43 |
| 14.   | Ghost of His Smile                     |                                                  | 3:11 |
| 15.   | Hundreds of Sparrows                   |                                                  | 2:26 |
| 16.   | Box of Stars (II.)                     |                                                  | 0:49 |
| 17.   | Junebug                                |                                                  | 3:24 |
| 53:45 |                                        |                                                  |      |

## Közreműködők
- Mark Linkous - ének, gitár, basszus, zongora, vibrafon, harmonika, billentyű, sampler, dobgép, speak & spell, wurlitzer
- Scott Minor - dob, harmonium
- Sol Seppy - ének, cselló
- Paul Watson - kornett
- Melissa Moore - hegedű
- Johnny Hott - dob, zongora
- Stephen McCarthy - pedal steel gitár
- David Lowery - gitár, basszus, dobgép
- Vic Chesnutt - üzenetrögzítő hangja

## Fordítás
Ez a szócikk részben vagy egészben  a   Good Morning Spider című angol Wikipédia-szócikk ezen változatának fordításán alapul.  Az eredeti cikk szerkesztőit annak laptörténete sorolja fel. Ez a jelzés csupán a megfogalmazás eredetét és a szerzői jogokat jelzi, nem szolgál a cikkben szereplő információk forrásmegjelöléseként.